# Hacırüstəmli
Hacırüstəmli è un comune dell'Azerbaigian situato nel distretto di İmişli. Conta una popolazione di 1.159 abitanti.